# Masvingo (prowincja)
Masvingo to prowincja położona w południowo-wschodniej części Zimbabwe. Od wschodu graniczy z Mozambikiem, od południowego zachodu z Matabelelandem Południowym, od północy i zachodu z Midlands i od północnego wschodu z Manicaland. Przed rokiem 1980 prowincja nosiła nazwę Victoria.

## Historia
Miasto Masvingo zostało założone w 1890 r. Było ono pierwszą większą jednostką osadniczą zorganizowaną przez Kolumnę Pionierów należących do Brytyjskiej Kompanii Południowoafrykańskiej, co czyni je również najstarszym miastem w Zimbabwe. Zostało nazwane Fort Victoria, na cześć królowej Wiktorii.
Prowincja jest zamieszkała głównie przez członków plemienia Karanga, które jest najliczniejszym plemieniem w Zimbabwe. Należy ono do grupy ludów mówiących językiem Shona, takich jak Zezuru, Manyika i Ndau. Provinca Masvingo leży na najbardziej suchym terenie w południowym Zimbabwe – Wyżynie Weldów. Granice zostały minimalnie zmienione w latach 80. XX wieku. Od początków osadnictwa białych ludzi do roku 2000 większość terenów było przeznaczonych na hodowlę bydła, wydobycie surowców, uprawę trzciny cukrowej (dzięki nawadnianiu z jeziora Mutirikwi) oraz częściowo na niskotowarową produkcję na własne potrzeby. Wraz z reformami w początkach XXI wieku, duże farmy hodowlane i roślinne zostały rozparcelowane na rzecz drobnych rolników.

## Geografia

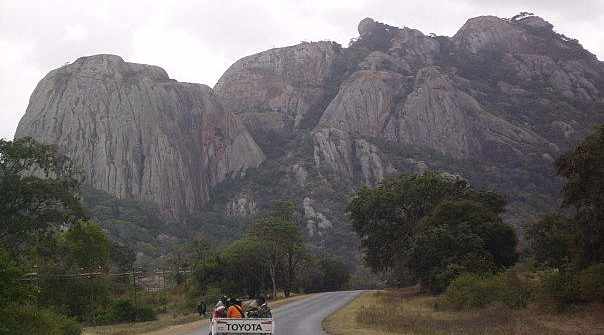
Krajobraz wzdłuż autostrady A1 łączącej Beitbridge i Masvingo, 2006

Miasto Masvingo jest stolicą prowincji. Inne duże miejscowości to Chiredzi i Triangle.

### Ludność
Pomimo jałowych terenów, mieszkańcy prowincji są dumnymi oraczami ziemi i podobnie jak Nguni w Południowej Afryce prowadzą hodowlę zwierząt, w celu uzupełnienia diety. W rzeczywistości, podobnie jak w całym kraju, najcenniejsze jest bydło, będące często wianem, którego wymagają rodzice w zamian za rękę swej córki. Status mężczyzn w wioskach tej prowincji zależy od liczby posiadanych sztuk bydła, ci którzy nie mają go w ogóle, nie są poważani w społeczeństwie. Ze względu na takie uwarunkowania kulturowe, ogromnym szokiem stała się klęska suszy w 1992 r., kiedy 90% populacji bydła zdechło z głodu.
Prowincja posiada powierzchnię 56 566 km², populacja wynosi ok. 1,3 mln (2002). Lud Karanga stanowi większość w prowincji. W dystrykcie Chiredzi znajdują się społeczności plemion Shangani, zaś na północno-wschodnim skraju prowincji mieszka lud Ndau. Liczebność białych od odzyskania niepodległości stale spada, co spotęgowane zostało masowymi atakami na ich farmy w roku 2000. Pierwsza inwazja na gospodarstwa białych wystąpiła właśnie w prowincji Masvingo, później bunty rozniosły się po całym kraju.
Masvingo zamieszkuje większość wykształconej ludności w Zimbabwe.

### Klimat
Prowincja ulokowana jest na Wyżynie Weldów, gdzie opady są minimalne i niepewne, dlatego ogromna część południowych obszarów Masvingo jest narażona na susze. Większość terenów prowincji jest więc niezdatna dla rolnictwa, z wyjątkiem hodowli bydła. W dolinie Hippo w Chiredzi oraz w  Triangle do nawadniania używa się wody z jeziora Kyle.

### Topografia
W prowincji dominują systemy rzeczne rzek Save, Lundi, Mwenezi i Limpopo, które spływają do Oceanu Indyjskiego. Na wschodzie jest znane pasmo górskie Chimanimani. Charakterystycznymi formami w krajobrazie prowincji są ostańce. Praktycznie cały obszar Masvingo porastają odporne na susze i wytrzymałe drzewa Mopane.
Ruchliwa autostrada A1 łączy główne centra Masvingo i Beitbridge.

## Podział administracyjny i polityka
Zarządca prowincji jest gubernatorem, mianowanym przez prezydenta na pięcioletnią kadencję. Prowincja wysyła także sześć wybranych osób do Senatu. Oprócz tego, dwudziestu sześciu członków lokalnego parlamentu, wybranych z siedmiu dystryktów prowincji, ma prawo do zasiadania w Izbie Zgromadzenia.

### Dystrykty
Dystrykty są zarządzane przez lokalne rady, które są tworzone z członków wybranych z poszczególnych okręgów w jednostce administracyjnej. Masvingo jest podzielone na 7 dystryktów, chociaż mogą być one dzielone dalej przez specjalną komisję podczas wyborów w zależności od liczby ludności.
Dystrykty prowincji:
- Bikita
- Chivi
- Zaka
- Masvingo
- Gutu
- Mwenezi
- Chiredzi

Wszystkie siedem dystryktów posiada centra biznesowe, stanowiące główne punkty ich rozwoju. Są one następujące (wraz z oceną odległości od centrum miasta Masvingo):
- Masvingo – Nemanwa (30 km)
- Bikita – Nyika (82 km)
- Zaka – Jerera (96 km)
- Gutu – Mpandawana (94 km)

### Wybory
Masvingo było generalnie uważane za bastion ZANU-PF – rządzącej partii. W wyborach parlamentarnych z 2005 r. ZANU-PF wygrało we wszystkich czternastu obwodach, z wyjątkiem jednego, centralnego. W roku 2008 zdecydowano się zwiększyć liczbę obwodów w prowincji do 26.

## Turystyka
Prowincja posiada wiele miejsc turystycznych. Na wschodzie, wzdłuż granicy z Mozambikiem znajduje się Park Narodowy Gonarezhou, część planowanego międzynarodowego parku. W prowincji są też znane kamienne ruiny Wielkiego Zimbabwe, od którego dzisiejsze państwo bierze swą nazwę. Niedaleko ruin znajduje się jezioro Kyle, duży zbiornik wodny, gdzie ludzie spędzają czas na wypoczynku w parku Mutirikwi. Turystyka jest jednym z głównych źródeł dochodów prowincji, oprócz rolnictwa.